# Ставчани (гміна)
Ґміна Ставчани (пол. Gmina Stawczany) — колишня (1934—1939 рр.) сільська ґміна Грудецького повіту Львівського воєводства Польської республіки (1918—1939) рр. Центром ґміни було село Ставчани.

1 серпня 1934 р. було створено ґміну Ставчани у Грудецькому повіті. До неї увійшли сільські громади: Бартатув, Оброшин і Ставчани.

У 1939 році територія була зайнята СРСР і ґміна у складі повіту ввійшла до складу Львівської області. 17 січня 1940 р. повіти і гміни були ліквідовані, а територія гміни ввійшла до Городокського району.